# بوبي غريفيثز
بوبي غريفيثز (بالإنجليزية: Bob Griffiths)‏ هو لاعب كرة قدم بريطاني في مركز نصف الجناح، ولد في 15 سبتمبر 1942 في Aldridge ‏ في المملكة المتحدة. لعب مع نادي بانغور سيتي ونادي تشستر سيتي.